# Міхейлень (Ботошань)
Міхейлень, Міхейлені (рум. Mihăileni) — село у повіті Ботошані в Румунії. Входить до складу комуни Міхейлень.
Село розташоване на відстані 392 км на північ від Бухареста, 46 км на північний захід від Ботошань, 141 км на північний захід від Ясс.

## Населення
За даними перепису населення 2002 року у селі проживали 1532 особи.
Національний склад населення села:
| Національність | Кількість осіб | Відсоток |
| -------------- | -------------- | -------- |
| румуни         | 1438           | 93,9%    |
| українці       | 70             | 4,6%     |
| цигани         | 21             | 1,4%     |

Рідною мовою назвали:
| Мова       | Кількість осіб | Відсоток |
| ---------- | -------------- | -------- |
| румунська  | 1460           | 95,3%    |
| українська | 69             | 4,5%     |